# Sture Nordin

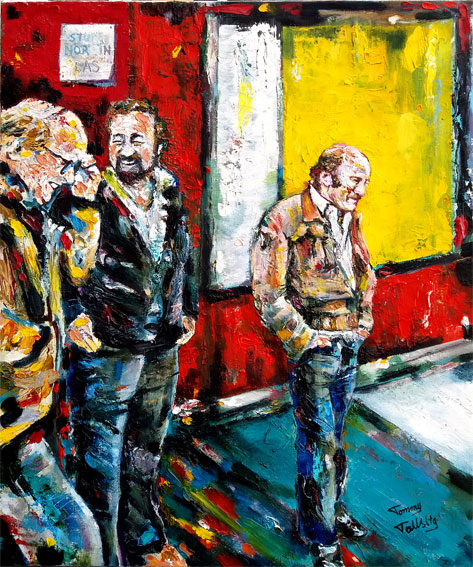
Sture Nordin till höger på en oljemålning av konstnären Tommy Tallstig.

Karl Sture Nordin, född 11 november 1933 i Östersund, död 11 oktober 2000 i Stockholm, var en svensk kontrabasist, främst jazzmusiker men anlitad även inom andra genrer.

## Biografi
Sture Nordin kom tidigt i kontakt med jazzmusiken, spelade i olika lokala orkestrar i Östersund samt uppmärksammades så småningom av turnerande musiker. Han flyttade 1952 till Stockholm, där han kom att ingå i Putte Wickmans sextett efter att en tid ha spelat med Lars Gullins orkester. Tillsammans med pianisten Rune Öfwerman och trumslagaren Egil Johansen bildade han senare en trio, som under en följd av år var engagerad på Nalen. 
Hans kontrabasstudier på Musikaliska Akademien avbröts och ersattes med privata studier. Nordin räknades under en följd av år som landets ledande jazzbasist. Ray Brown och Oscar Pettiford sägs ha varit hans förebilder.
Svensk jazzdiskografi upptar inspelningar med Nordin från 1971, där han medverkar i Bjarne Nerems kvintett tillsammans med bland andra gitarristen Sten Carlberg. År 1978 spelar han med sin orkester in ett antal egna kompositioner, bland andra African Igloo. I en inspelning med den brasilianske dragspelsvirtuosen Sivuca (P.W. & Sivuca, 1969) trakterar Nordin basen i ackompanjerande Putte Wickmans kvartett.
En av Nordins sista spelningar var med en annan dragspelare, Torvald Eckerhorn, vid en musikafton på kaféet Djursten.
Nordin avled 2000 efter en hjärtattack under ett engagemang på Park Hotel i Stockholm. Han är begravd på Skogskyrkogården i Stockholm.